# レジャラン
株式会社レジャランは、アミューズメント施設（ゲームセンター・ボウリング場）などを運営している日本の企業。株式会社山崎屋の関連会社。

## 概要
株式会社山崎屋は、東海地方で展開していた店舗を分社化するため、2005年1月17日に株式会社レジャラン（初代）を設立。同年2月にレジャランは、山崎屋が運営していた東海地方の4店舗の運営移管を受けた。
株式会社アトラス（旧社）は、1989年8月に初のアミューズメント施設として『アトラスシティ 明大前店』を開店して以降、「ムー大陸」、「ゲームパニック」などのブランドでアミューズメント施設を展開し、2007年にはマーベラスエンターテイメント（後のマーベラス）からアミューズメント施設事業を分社化したマッドの全株式を取得してアミューズメント施設事業を拡大した。アトラスは2009年9月に、2008年8月に発表された中期経営計画に基づき、アミューズメント事業を分社化することを発表し、同年12月1日にアミューズメント施設事業を手掛ける新会社株式会社NEWSをアトラスから会社分割で設立した。同時にNEWS株式の86%を、アトラス（旧社）の親会社であるインデックス（旧法人）の取引銀行であった日本振興銀行の関連企業である中小企業レジャー機構（後のエフエルワイ）へ譲渡し、アトラスは20年間続けてきたアミューズメント施設事業から撤退した。
株式会社NEWSは2014年2月に同業の株式会社レジャラン（初代）が全株式を取得してレジャラン（初代）の100%子会社となった。NEWSのレジャラン（初代）傘下入り後はアトラス（旧社）から継承した店舗の閉鎖が相次いだ。アトラス（旧社）の親会社であったインデックス（旧法人）とも、ゲームパニック東京の契約関係などでインデックス（旧法人）の経営破綻後かつNEWSのレジャラン（初代）傘下入り後も関係が続いていたが、ゲームパニック東京がインデックス（旧法人）の破産手続開始後の2014年11月に閉店し、NEWSがインデックス（旧法人）から借り入れていた約400万円の借入金がインデックス（旧法人）の破産管財人によって回収を受けたことから、2015年7月までに関係を解消した。
2016年4月1日付でNEWSを存続会社とした上で、レジャラン（初代）を逆さ合併の方式で吸収合併し、同時に株式会社NEWSの商号を株式会社レジャラン（2代）へ変更した。
「ゲームパニック」ブランドでの新規出店は、レジャラン（初代）傘下入り後はしばらくの間なかったが、2021年11月に久々の「ゲームパニック」ブランドによる新店舗である「ゲームパニック新宿歌舞伎町」がオープンした。

## 沿革

### 株式会社レジャラン（初代）
- 2005年
  - 1月17日 - 設立。本社は愛知県名古屋市緑区。
  - 2月 - 株式会社山崎屋から、東海地方の4店舗の運営を移管。
- 2007年12月 - 「スポーツウェーブ鉄腕24千葉浜野店」の運営会社である株式会社コンフォートの100%株式を取得。
- 2008年
  - 1月 - 名古屋レジャーランドささしま店をラ・バーモささしま（現：マーケットスクエアささしま）内に開設。
  - 3月 - スポーツウェーブ鉄腕24リバーサイドモール店を開設。
  - 7月 - スポーツウェーブ鉄腕24稲毛長沼店を開設。
- 2010年
  - 9月30日 - スポーツウェーブ鉄腕24リバーサイドモール店を閉店。
  - 11月26日 - スポーツウェーブ鉄腕24リバーサイドモール店再開店。
- 2011年3月24日 - スポーツウェーブ鉄腕24リバーサイドモール店、テナント元の海龍リバーサイドモールが経営を断念したために突然営業休止。
- 2013年3月 - 営業再開のめどの立たないスポーツウェーブ鉄腕24リバーサイドモール店の閉店を発表。[8]
- 2014年2月 - 株式会社NEWSの全株式を取得し子会社化
- 2016年4月1日 - 株式会社NEWSへ逆さ合併の方式で吸収合併されたと同時に、株式会社レジャラン（初代）は解散[9]。

### 旧：株式会社NEWS
- 2009年
  - 12月1日 - 株式会社アトラス（旧社）からアミューズメント施設運営事業を分社化して設立。同時にアトラスが運営していたアミューズメント施設18店舗の運営を移管。
  - 12月27日 - 分社化後初の店舗として、ゲームニューズを千葉県流山市に開業。
- 2010年
  - 5月14日 - アトラスが保有していた14%の株式を中小企業レジャー機構（後のエフエルワイ）へ譲渡し、中小企業レジャー機構の100%子会社となる[10]。
  - 11月10日 - 本社を東京都墨田区両国から東京都品川区西五反田へ移転。
- 2011年12月16日 - 分社化後では関西地方初の店舗として、ゲームパニック京都を開業。
- 2012年10月24日 - 中国地方初の店舗として、スピカ広島八丁堀店を開業。
- 2013年7月27日 - キッズキャッスル1号店をゲームパニック三郷内に開業。
- 2014年
  - 2月 - 株式会社レジャラン（初代）の完全子会社となる[5]。
  - 10月 - 本社を東京都品川区西五反田から、東京都江東区青海のレジャラン東京事務所内（パレットタウン内）へ移転（後に埼玉県三郷市のゲームパニック三郷内へ本社を再移転）。
- 2015年3月 - スピカ広島八丁堀店の運営を、親会社であるレジャラン（初代）へ移管。

### 株式会社レジャラン（2代）
- 2016年4月1日 - NEWSを存続会社とした上で、レジャラン（初代）を吸収合併（逆さ合併での合併）。同時に株式会社NEWSの商号を株式会社レジャラン（2代）へ変更。
- 2017年
  - 9月29日 - レジャランとしては久々のレジャーランドブランドとなる滋賀レジャーランド大津店を、イオンタウンレイクプラザ内に開業。
  - 12月22日 - ム－大陸稲毛店が千葉レジャーランド稲毛店へ転換。ムー大陸のブランドが消滅。
- 2020年3月2日 - アミューズメントエース津田沼を手掛けている株式会社津田沼準備会社を吸収合併。

## 主要ブランド

### 旧：株式会社NEWSから継承
- ゲームパニック
  - 旧：NEWSは12店舗をアトラス（旧社）から継承し、後に同じくアトラス（旧社）から継承したムー大陸立川店をゲームパニック立川へ転換させたが、2015年までに9店舗が閉店し、同時に群馬県・東京都・神奈川県の3都県からは旧：NEWSがアトラス（旧社）から継承した店舗はなくなった。2023年1月現在でレジャランが運営している店舗は、アトラス（旧社）→旧：NEWSから継承した4店舗と、旧：NEWSからレジャラン（2代）へ商号変更した後に開店した2店舗の計6店舗のみである。2021年以降に新規出店した店舗はブランドロゴはアトラス（旧社）運営時代に開店した店舗と異なり、レジャランのロゴを使用している。旧：NEWS設立後に開店したゲームパニック京都は2021年8月22日に閉店。ゲームパニック大高は2023年6月28日に名古屋レジャーランド大高店から転換した店舗である。
- パニックボウル（ボウリング場）

### 株式会社レジャラン（初代）から継承
- レジャーランド
  - 親会社の山崎屋の本社が所在する石川県以外に所在する山崎屋直営のレジャーランド同様、「（地名）レジャーランド○○店」を使用しており、愛知県・岐阜県・滋賀県で3店舗を運営。
- この他にも、タイトーのフランチャイズとして、タイトーFステーションも運営している。

### 両社から継承
- キッズキャッスル
  - ゲームパニックに併設されている2店舗は旧：NEWSから、タイトーFステーションに併設されている1店舗はレジャラン（初代）から継承。

### 旧：津田沼準備会社から継承
- アミューズメントエース津田沼
  - 以前は株式会社エース→株式会社宝島（宝島は2022年5月に株式会社GENDA GiGO Entertainmentへ吸収合併）が運営していた。宝島の会社分割により2019年10月にレジャランが設立した株式会社津田沼準備会社へ譲渡され、2020年3月にレジャランが津田沼準備会社を吸収合併したことによりレジャラン直営となった。レジャランが店舗を譲受した後も、店舗名は変更していない他、GENDA GiGO Entertainmentが運営しているアミューズメントエース市川と同じロゴを使用している。

### かつて存在したブランド
- ムー大陸
  - アトラス（旧社）→旧：株式会社NEWSから継承したブランドであった。名前の由来は約1万2000年前に消え去った幻の大陸という伝説のあるムー大陸から。
  - アトラス直営時代の1994年9月に埼玉県にオープンした宮原店（その後アトラスが撤退し、「ゲームワンダ　宮原店」→「ゲームアクア 宮原店」として他社が運営していたが2015年7月に閉店）が第1号店舗。ゲームパニック同様、アトラスから他社へ運営が移管されたムー大陸も多数存在し、店舗名を変えて経営している所もあるが、「ムー大陸」の名称のまま独自に経営している所も存在する。
  - 分社化以前の運営会社であったアトラスが1999年に発売した、現代日本を舞台にしたプレイステーション用コンピュータRPGの『ペルソナ2』内にも登場しており、スロット、ポーカー、ブラックジャックが遊べるようになっていた。
  - 旧：NEWSがアトラス（旧社）から継承した4店舗の内、立川店は後にゲームパニック立川へ転換後に閉店し、三芳店と戸塚店も後に閉店した。最後までレジャランが運営していた稲毛店も、2017年12月に千葉レジャーランド稲毛店へ転換され、ムー大陸のブランドは消滅した。千葉レジャーランド稲毛店自体も2023年9月13日に閉店し、レジャランが運営する旧：ムー大陸の店舗も消滅した。
- スピカ
  - 旧：NEWSからスピカ大宮南銀店を継承したが、2023年1月5日に閉店したと同時にブランドが消滅。

## 店舗

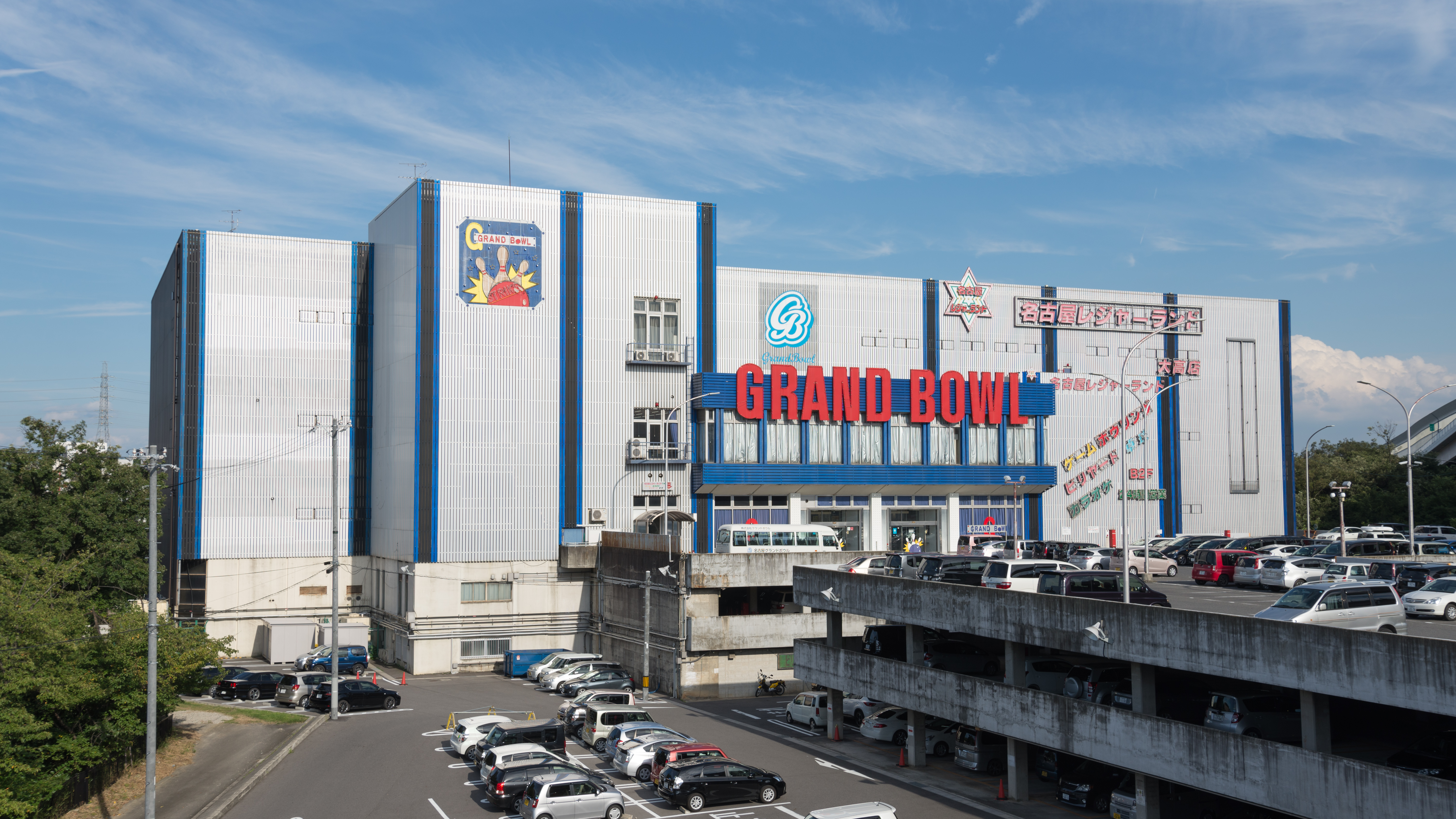
名古屋レジャーランド大高店（現：ゲームパニック大高、名古屋グランドボウル内に入居）

## 旧：NEWS時代に閉店した店舗
2016年3月31日までに閉店した旧：NEWSの店舗を記載。△はアトラス（旧社）から運営移管された店舗、▲はNEWS設立後に開店した店舗。

### ゲームパニック
9店舗共、アトラス（旧社）から運営移管された店舗である。
- ゲームパニック高崎（群馬県高崎市）△ - 2014年1月8日閉店
- ゲームパニック志木（埼玉県志木市）△ - 2010年11月30日閉店
- ゲームパニック東京（東京都大田区）△ - 2014年11月13日閉店
- ゲームパニック足立（東京都足立区）△ - 2015年2月1日閉店
- ゲームパニック立川（東京都立川市）△ - ムー大陸立川店から転換し、2012年3月20日閉店
- ゲームパニック新横浜（神奈川県横浜市港北区）△ - 2013年9月8日閉店
- ゲームパニック湘南（神奈川県藤沢市）△ - 2010年11月14日閉店
- ゲームパニック大和（神奈川県大和市）△ - 2013年12月3日閉店。後にレジャラン（初代）の関連会社である山崎屋が、神奈川レジャーランド大和店として運営していたものの、2015年6月14日閉店
- ゲームパニック石和（山梨県笛吹市）△ - 2014年8月31日閉店

### ムー大陸
2店舗共、アトラス（旧社）から運営移管された店舗である。
- 三芳店（埼玉県入間郡三芳町）△ - 2011年12月11日閉店
- 戸塚店（神奈川県横浜市戸塚区）△ - 2013年9月30日閉店

### スピカ
- 広島八丁堀店（広島県広島市中区）▲ - 2015年3月から2016年3月までレジャラン（初代）が運営。2016年4月から再度レジャラン（2代目）の運営となったものの、2017年6月21日閉店

### その他
- アミューつくば店（茨城県つくば市）△ - 2015年9月13日閉店
- ゲームガレージ大宮（埼玉県さいたま市大宮区）△ - 2012年5月22日閉店。後に後継店舗となるスピカ大宮南銀店が開業
- ゲームニューズ（千葉県流山市）▲ - ムー大陸流山店として営業していたが、NEWSへの運営移管前に一旦閉店。ゲームニューズとして再オープンしたものの、2011年閉店